# Sazomín
Sazomín település Csehországban, a Žďár nad Sázavou-i járásban. Sazomín Ostrov nad Oslavou, Vatín, Březí nad Oslavou, Kotlasy, Jámy és Obyčtov településekkel határos. Lakosainak száma 284 fő (2024. január 1.).

## Népesség
A település lakosságának változását az alábbi diagram mutatja:
| Lakosok száma | 333  | 305  | 312  | 277  | 243  | 219  | 233  | 245  | 265  | 284  |
|               | 1869 | 1900 | 1921 | 1961 | 1980 | 2011 | 2016 | 2019 | 2021 | 2024 |